# Písecká sladovna
Sladovna právovárečného měšťanstva v Písku je bývalý průmyslový objekt, který byl zrekonstruován městem Písek na kulturní prostor orientovaný především na dětské publikum. Budova č. p. 113 na pozemku parcelní číslo st 151/1, katastrální území Písek je rovněž součástí památkově chráněného areálu píseckého hradu.

## Historie
Objekt sladovny byl zbudován v letech 1862-1864 v těsné blízkosti píseckého hradu na území městské památkové zóny. Při vzniku této stavby se zřítila hradní věž. 
Slad se zde připravoval dlouhá léta. V období 2. světové války se zde skladovaly zbraně a dokonce zde byla ubytovna pro sovětské vojáky. Roku 1948 byla sladovna znárodněna a výroba sladu probíhala do sedmdesátých let 20. století. V následujícím období rozsáhlý objekt sloužil jako městské skladiště a chátral. V polovině devadesátých let odkoupilo sladovnu město. Předpokládalo se, že v prostorách této stavby vznikne archiv. Následně roku 2001 přišla kulturoložka Jitka Kotrbová s myšlenkou Centra ilustrace pro děti. V roce 1995 začaly přípravné práce. V letech 2000-2001 byly provedeny zabezpečovací práce, v letech 2001-2004 úpravy nosných konstrukcí, v letech 2004-2007 pak vlastní stavební úpravy.
Díky dotacím z Evropské unie byla tato rekonstrukce ukončena roku 2007. V současnosti tento objekt slouží jako prostor pro výstavy, jednání zastupitelstva, koncerty, a podobně. V červnu 2009 otevřeli pracovníci Sladovny, o. p. s. dvě trvalé expozice:
- Expozice věnovaná dílu píseckého rodáka Radka Pilaře
- Expozice Po stopách ilustrace, která mapuje vývoj ilustrace dětské literatury

Dále jsou zde pořádány výstavy, besedy, přednášky, autorská čtení, koncerty, dílny a divadelní představení.. Část sladovny také slouží jako pokračování expozic Prácheňského muzea. V původním projektu bylo plánováno, že v objektu bude rovněž jeho depozitář .
Sladovna Písek je kulturní institucí v duchu hesla škola hrou, která produkuje kvalitní program interaktivních výstav především pro rodiny s dětmi  založený na zhmotňování knižní ilustrace. Nabídku inspirace a kreativity doplňuje fantastický herní prostor pro nejmenší děti do šesti let nazvaný Pilařiště a exkurze do historie výroby piva v královském městě v podobě stálé expozice Sladovnictví. V písecké Sladovně též můžete navštívit dílnu na výrobu svíček a mýdel Rodas nebo si odpočinout u šálku dobré kávy při pohledu na nejstarší dochovaný kamenný most v České republice.

## Galerie

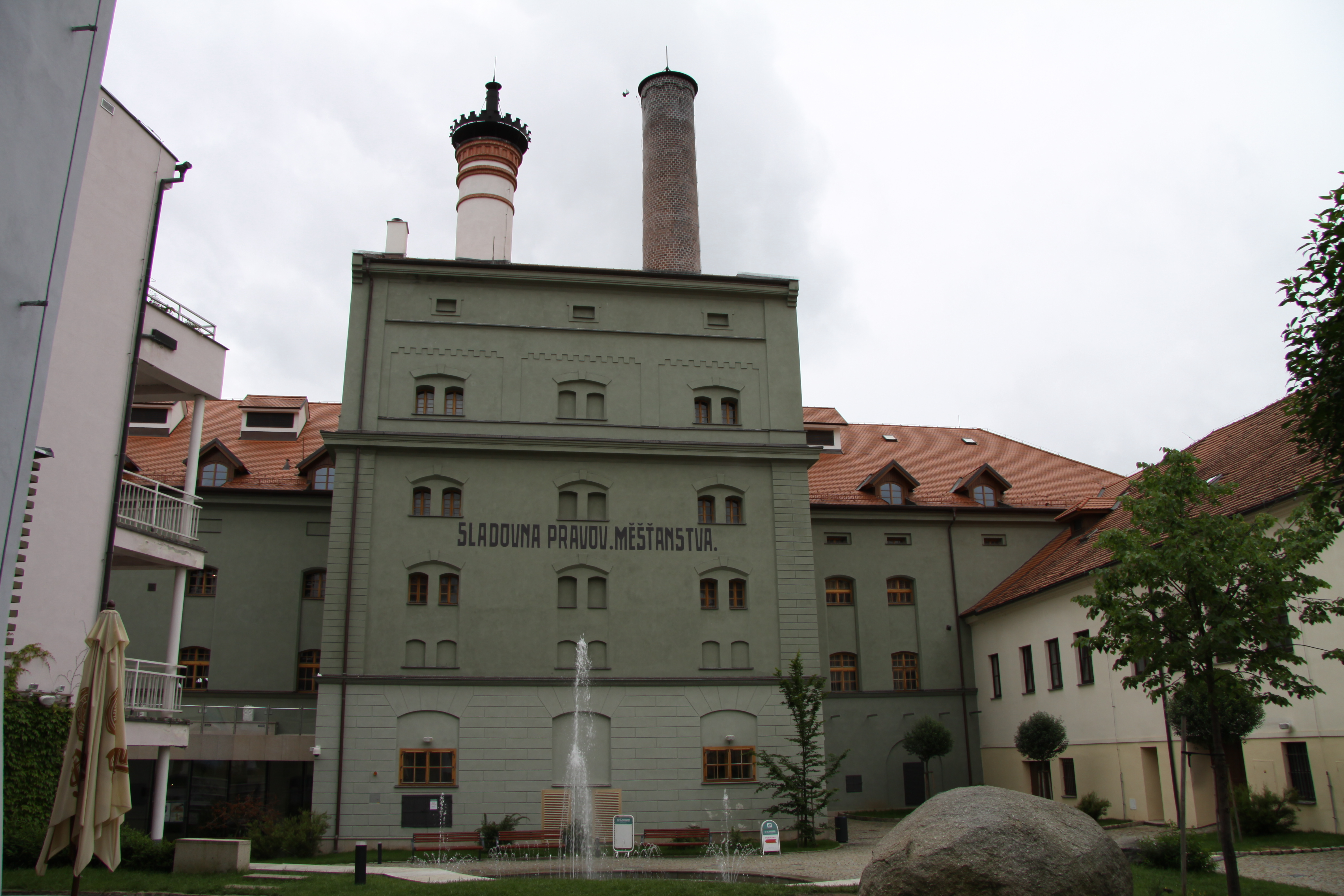
Přední pohled na opravenou Sladovnu
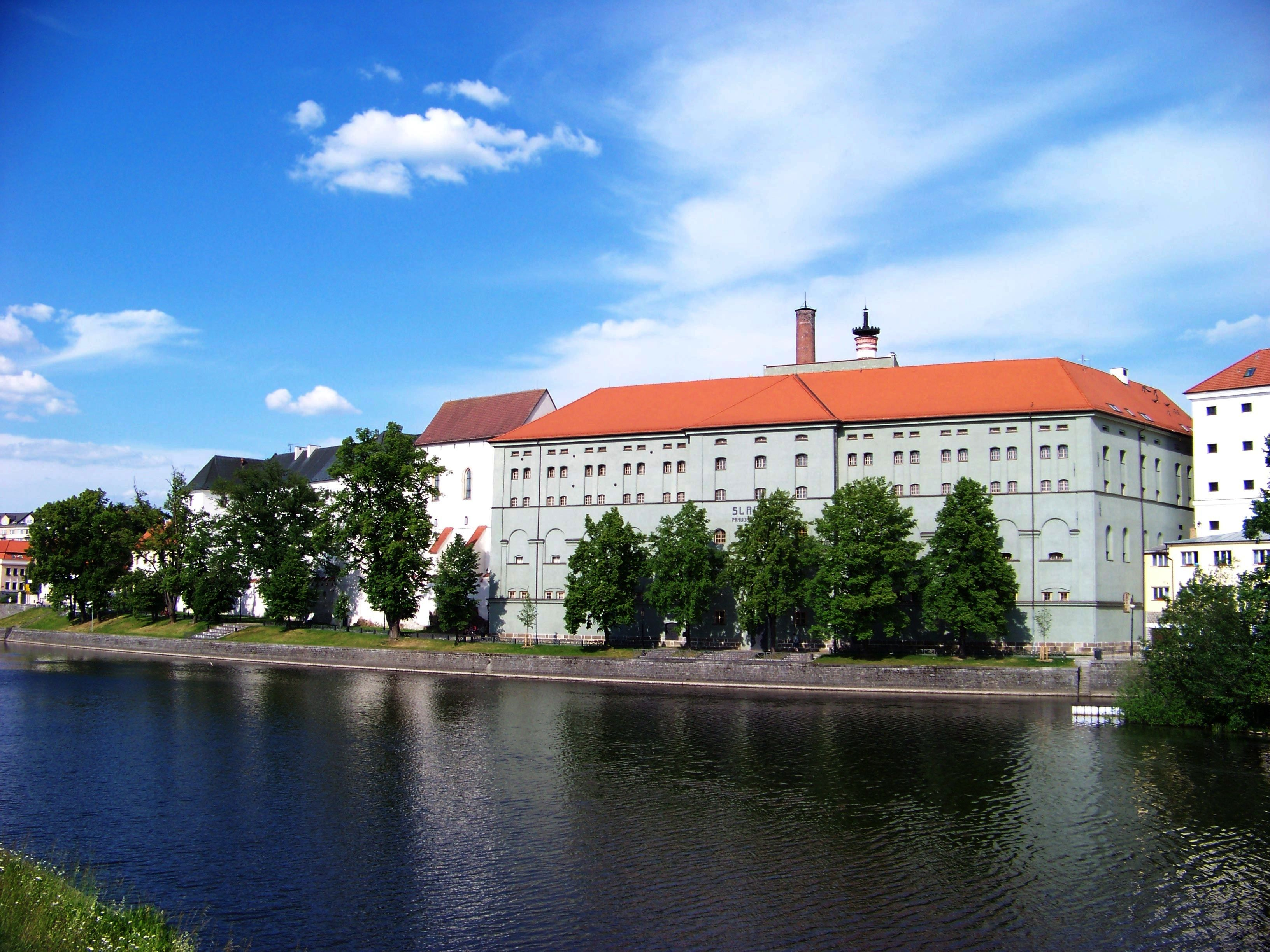
Pohled na sladovnu přes řeku Otavu
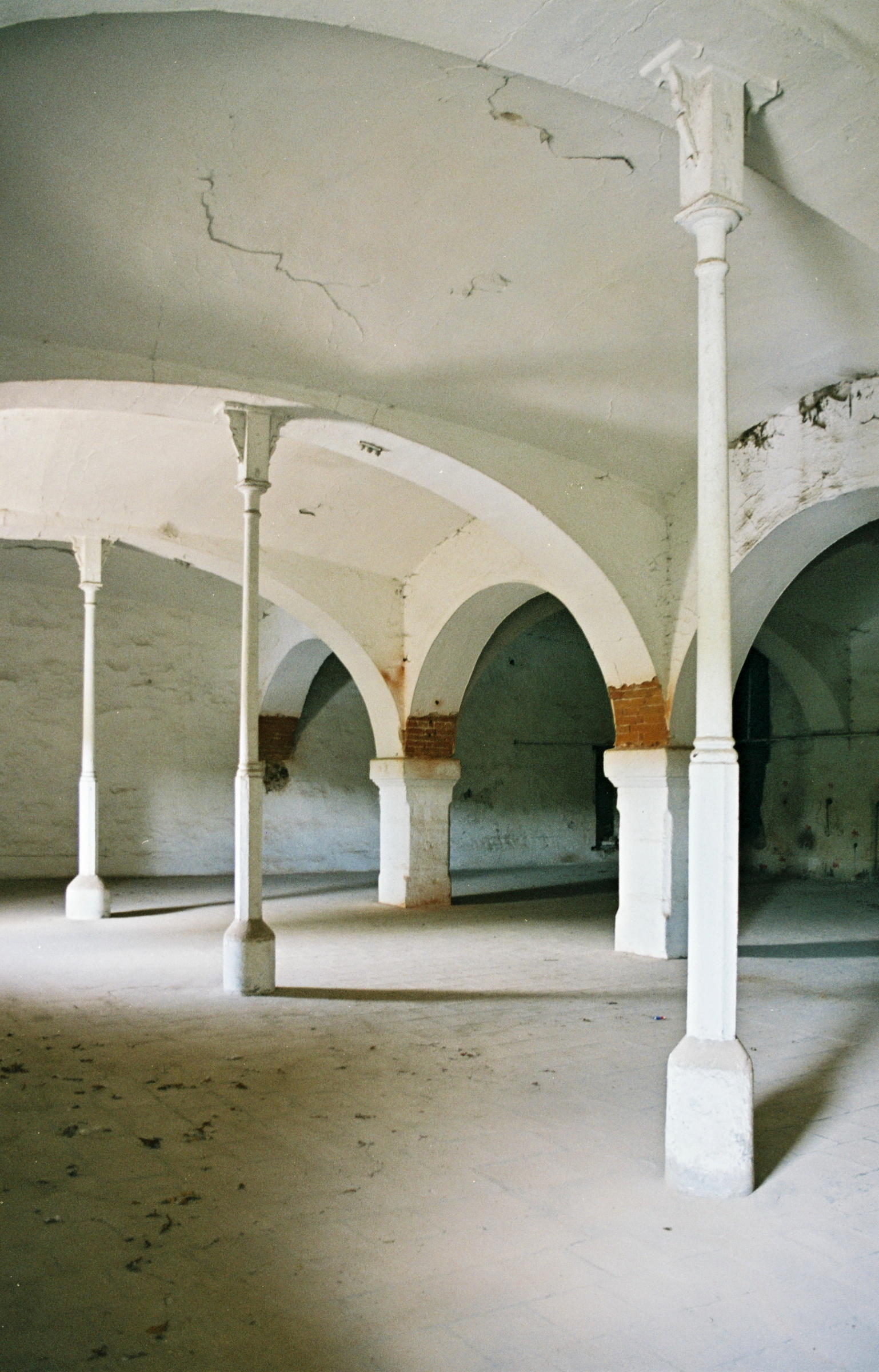
Interiér před rekonstrukcí
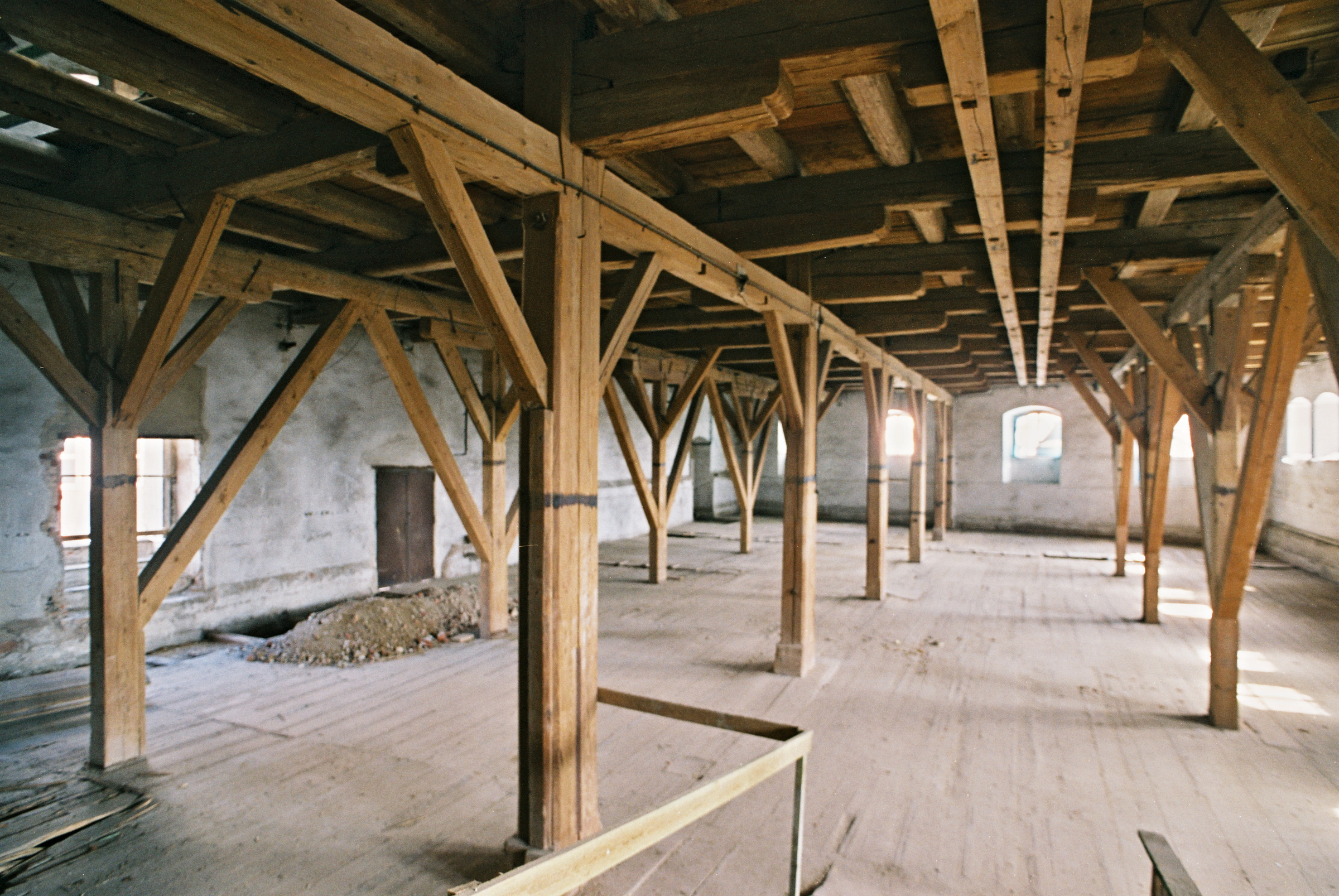
Interiér před rekonstrukcí